# Poudis
Poudis is een gemeente in het Franse departement Tarn (regio Occitanie) en telt 188 inwoners (2004). De plaats maakt deel uit van het arrondissement Castres.

## Geografie
De oppervlakte van Poudis bedraagt 4,6 km², de bevolkingsdichtheid is 40,9 inwoners per km².
De onderstaande kaart toont de ligging van Poudis met de belangrijkste infrastructuur en aangrenzende gemeenten.

## Demografie
Onderstaande figuur toont het verloop van het inwonertal (bron: INSEE-tellingen).